# Maife Gil

Maria Ferranda Gil i Ferràndiz o María Fernanda Gil, más conocida con el nombre artístico de Maife Gil (Barcelona, 3 de octubre de 1944) es una actriz y directora teatral, así como actriz de doblaje española, hija de los también actores Pere Gil y Paquita Ferrándiz, casada con el actor Camilo García. Ha participado como actriz en series de televisión en la Televisión de Cataluña como El cor de la ciutat. En 2006 fue galardonada con el Premio Memorial Margarita Xirgu a la mejor interpretación teatral durante ese año en Barcelona.

## Trayectoria profesional
- Relación no exhaustiva:

Teatro
- 1990. María Estuardo de Friedrich Schiller y dirección de Josep Montanyès. Estrenada en el Teatre Grec de Barcelona.
- 1992. La lluna de València de Jaume Salom. Estrenada en el Teatre Borràs de Barcelona
- 2002. Això, a un fill, no se li fa de Josep Maria Benet i Jornet y dirección de Tamzin Townsend. Estrenada al Teatreneu de Barcelona.
- 2006. La señora Kelin de Nicholas Wright, con traducción al catalán y dirección de Xavier Pujolràs. Estrenada en el Teatre Tantarantana de Barcelona
- 2008. The History Boys de Alan Bennett, con traducción al catalán y dirección de Josep Maria Pou. Estrenada en el Teatro Goya.
- 2010. August: Osage County, de Tracy Letts, dirigida por Sergi Belbel en el Teatro Nacional de Cataluña.

Actriz de doblaje
- La familia Adams.
- El hombre de la máscara de hierro
- Star Trek II: la ira de Khan
- La saga de los Rius [nota 1]
  - Episodio 8 (25 de diciembre de 1976)
  - Episodio 9 (1 de enero de 1977)
  - Episodio 10 (9 de enero de 1977)
  - Episodio 11 (19 de enero de 1977)
  - Episodio 12 (23 de enero de 1977)
  - Episodio 13 (30 de enero de 1977)
- Angustia, (1987) [nota 2]

## Filmografía
- Aborto criminal, (1973)
- Libertad provisional, (1976)
- La dudosa virilidad de Cristóbal, (1977)
- La máscara, (1977)
- Los violadores del amanecer, (1978)
- Una familia decente, (1978)
- Pronòstic reservat (Cortometraje), (1994)
- El embrujo de Shangai, (2002)
- Lo mejor de mí, (2007)
- Lifesize (Cortometraje), (2008)
- Sota les mans (Cortometraje), (2022)

## Actuaciones en televisión
- Teatro catalán
  - Un senyor damunt d'un ruc (25 de mayo de 1965)
  - El testament de l'oncle (25 de mayo de 1965)
  - El pati blau (26 de octubre de 1965)
  - Assaig general (25 de octubre de 1966)
  - L'amor vigila (28 de febrero de 1967)
  - Gent d'ara (29 de agosto de 1967)
  - L'hostal de l'amor (30 de enero de 1968)
  - Dol d'alivio (26 de noviembre de 1968)
  - Gente bien (26 de agosto de 1969)
  - La culpable (31 de marzo de 1970)
  - Episodio del día (28 de abril de 1970)
- Novela
  - Vestida de tul (6 de abril de 1970)
  - Bearn, o la sala de las muñecas VI (26 de abril de 1976)
  - Bearn, o la sala de las muñecas VIII (28 de abril de 1976)
  - Bearn, o la sala de las muñecas X (29 de abril de 1976)
  - El idiota (25 de octubre de 1976)
  - El idiota III (27 de octubre de 1976)
  - El idiota IV (28 de octubre de 1976)
  - El idiota VI (2 de noviembre de 1976)
  - El idiota VII (3 de noviembre de 1976)
  - El idiota VIII (4 de noviembre de 1976)
  - El idiota IX (5 de noviembre de 1976)
  - El idiota XIV (11 de noviembre de 1976)
  - El idiota XVII (16 de noviembre de 1976)
  - El idiota XIX (18 de noviembre de 1976)
  - El idiota XX (19 de noviembre de 1976)
- Sospecha
  - La trampa (9 de noviembre de 1970)
- Lletres catalanes
  - Pilar Prim (26 de febrero de 1974) [nota 3]
  - Fanny (30 de julio de 1974)
  - Laura a la ciutat dels sants (26 de noviembre de 1974)
  - En Garet a l'enramada (24 de febrero de 1976)
  - Josafat (13 de diciembre de 1976)
  - Piquet d'execució (26 de diciembre de 1976)
  - L'aranya (18 de abril de 1977)
  - La dama de les camèlies (10 de enero de 1978)
  - La Xorca (10 de mayo de 1978)
  - La nina (10 de enero de 1979)
  - Muller qui cerca espill (21 de febrero de 1979)
- Crónicas fantásticas
  - El nido (11 de diciembre de 1974)
- Palabras cruzadas
  - El muerto prometido (18 de diciembre de 1974)
  - Un delicado crimen de primavera (5 de agosto de 1977)
- Taller de comèdies
  - Les hores mortes (24 de enero de 1975)
- Original
  - El espejo (11 de febrero de 1975)
  - Llega un aire limpio (20 de mayo de 1975)
  - El hueco (1 de julio de 1975)
  - La onza de oro (2 de septiembre de 1975)
  - Quizá más cerca (30 de diciembre de 1975)
  - Sonata fúnebre(19 de diciembre de 1976)
  - La tablita (16 de enero de 1977)
- Estudio 1
  - El alma se serena (8 de septiembre de 1975)
  - Quality Street (12 de octubre de 1980)
  - El tragaluz (1 de marzo de 1982)
  - Las salvajes en Puente San Gil (24 de enero de 1983)
  - La madriguera (28 de febrero de 1983)
- Teatro club
  - Jacobo o la sumisión (16 de marzo de 1976)
- Llibre dels fets del bon rei en Jaume
  - Episodio 2 (16 de enero de 1978)
- Novel·la
  - Algú arriba de matinada (8 de octubre de 1979)
  - Avui no vindrem a sopar (22 de octubre de 1979)
  - Una nit d'estiu (5 de noviembre de 1979)
  - La senyora Llopis declara la guerra (19 de noviembre de 1979)
  - La nit catalana (26 de noviembre de 1979)
  - La nit catalana II (27 de noviembre de 1979)
  - La nit catalana III (28 de noviembre de 1979)
  - La nit catalana IV (29 de noviembre de 1979)
  - La nit catalana V (30 de noviembre de 1979)
  - Les cartes d'Hèrcules Poirot (10 de diciembre de 1979)
- Gran teatre
  - L'apotecari d'Olot (25 de marzo de 1980)
  - Bala perduda (15 de octubre de 1980)
  - Amalia, Amèlia i Emília (22 de octubre de 1980)
  - La roda de la fortuna (4 de febrero de 1981)
  - El Cafè de la Marina (18 de marzo de 1981)
  - L'hereu i la forastera (5 de octubre de 1981)
- Misteri
  - Pleniluni de cera (14 de abril de 1983)
- Teatre
  - La dida (29 de septiembre de 1983)
  - Els visionaris (6 de febrero de 1987)
- Cop de vent  (Película de televisión), (1984)
- Carme i David, cuina, menjador i llit
  - Esclau del vici (11 de mayo de 1984)
  - Una festa de pel·lícula (18 de mayo de 1984)
  - El pare pagès (25 de mayo de 1984)
  - Carmeta dels esperits (1 de junio de 1984)
  - El joc de l'amor i els disbarats (15 de junio de 1984)
  - Poesia a domicili (22 de junio de 1984)
  - Un viatge a Egipte (29 de junio de 1984)
  - Cada fill porta un llonguet sota l'aixella (6 de julio de 1984)
  - Confessions d'amants (13 de julio de 1984)
  - Una doneta i un homenàs (20 de julio de 1984)
- Marta sempre, Marta tothora
  - Episodio 3 (3 de diciembre de 1984)
  - Episodio 4 (10 de diciembre de 1984)
  - Episodio 5 (17 de diciembre de 1984)
  - Episodio 6 (14 de enero de 1985)
  - Episodio 8 (28 de enero de 1985)
  - Episodio 9 (4 de febrero de 1985)
  - Episodio 13 (4 de marzo de 1985)
- Galeria oberta
  - Batalla de reines (10 de mayo de 1985)
  - Poema de Nadal (27 de diciembre de 1986)
- Mecanoscrit del segon origen [nota 4]
  - Episodio 2 (5 de enero de 1986)
  - Episodio 3 (12 de enero de 1986)
  - Episodio 4 (19 de enero de 1986)
  - Episodio 5 (26 de enero de 1986)
  - Episodio 6 (2 de febrero de 1986)
  - Episodio 7 (9 de febrero de 1986)
- Recordar, peligro de muerte
  - Episodio 1 (7 de septiembre de 1986)
  - Episodio 2 (7 de septiembre de 1986) [nota 5]
  - Episodio 3 (14 de septiembre de 1986)
  - Episodio 4 (21 de septiembre de 1986)
  - Episodio 5 (28 de septiembre de 1986)
  - Episodio 6 (5 de octubre de 1986)
  - Episodio 7 (12 de octubre de 1986)
  - Episodio 8 (19 de octubre de 1986)
- El bigote de Babel
  - La gran prueba (23 de abril de 1987)
- Crònica negra
  - Akelarre (2 de diciembre de 1988)
- Primera función
  - Ls suaves murmullos del mar (30 de noviembre de 1989)
- Maria Estuard (Película de televisión), (1991)
- Quart segona
  - Forever (9 de agosto de 1991)
- Els savis de Vilatrista (Película de televisión), (1992)
- E.R. (Película de televisión), (1995)
- Secrets de família
  - Episodio 21 (13 de febrero de 1995)
  - Episodio 32 (28 de febrero de 1995)
  - Episodio 33 (1 de marzo de 1995)
  - Episodio 34 (2 de marzo de 1995)
  - Episodio 36 (6 de marzo de 1995)
  - Episodio 90 (19 de mayo de 1995)
- Estació d'enllaç
  - Inspectora supernumerària (7 de octubre de 1998)
- Andorra, entre el torb i la Gestapo
  - Episodio 1 (16 de junio de 2000)
  - Episodio 2 (17 de junio de 2000)
- Quia (Película de televisión), (2001)
- Maresme (Película de televisión), (2002)
- Majoria absoluta
  - Que bé que ve l'any que ve (31 de diciembre de 2004)
- El cor de la ciutat [nota 6]
- La sagrada família
  - Mascles solitaris (6 de noviembre de 2011)
- Com si fos ahir
  - Episodio 48 (28 de noviembre de 2017)
  - Episodio 49 (29 de noviembre de 2017)
  - Episodio 50 (30 de noviembre de 2017)
  - Episodio 52 (4 de diciembre de 2017)
  - Episodio 57 (13 de diciembre de 2017)
  - Episodio 66 (28 de diciembre de 2017)
  - Episodio 72 (8 de enero de 2018)
  - Episodio 84 (24 de enero de 2018)
  - Episodio 104 (21 de febrero de 2018)
  - Episodio 110 (1 de marzo de 2018)
  - Episodio 118 (13 de marzo de 2018)
- Cuéntame cómo pasó
  - En el cielo está escrito (Serendipia) (6 de abril de 2017)
  - Por ti contaría la arena del mar (25 de mayo de 2017)
  - Quiero ser libre (15 de marzo de 2018)
  - Esto es amor, quien lo probó lo sabe (22 de noviembre de 2018)
  - Buscando (29 de noviembre de 2018)
- El pare de la núvia (Película de televisión), (2021)